# Isoetes capensis
Isoetes capensis är en kärlväxtart som beskrevs av John Firminger Duthie. Isoetes capensis ingår i släktet braxengräs, och familjen Isoetaceae. Inga underarter finns listade i Catalogue of Life.